# Friuli Latisana Malvasia spumante
Il Friuli Latisana Malvasia spumante è un vino DOC la cui produzione è consentita nella provincia di Udine.